# Бюхель, Марсель
Марсель Бюхель (нем. Marcel Büchel, род. 3 марта 1991, Фельдкирх, Австрия) — лихтенштейнский футболист, полузащитник итальянского клуба «Асколи». Родился в Австрии, игрок сборной Лихтенштейна. Первый матч за сборную провёл на стадионе «Райнпарк Штадион» в Райнпарке 9 октября 2015 года против Швеции.

## Клубная карьера

### Ранние годы
Родившийся в австрийском городе Фельдкирх Бюхель начал свою футбольную карьеру в молодёжных командах «Санкт-Галлена» и итальянской «Сиены». Он был отдан в аренду «Ювентусу» в сезоне 2010/11 и дебютировал в составе этого клуба в матче группового этапа Лиги Европы против Австрийского клуба «Ред Булл» 4 ноября 2010 года.
1 июля 20111 года Бюхель был снова отдан в аренду на сезон, на этот раз в клуб серии Б «Губбио». За сезон Марсель принял участие в 17 матчах и забил 1 гол. На следующий сезон последовала аренда в клуб «Кремонезе».

### «Ювентус»
31 января было официально объявлено, что Бюхель продан на правах совместного владения в «Ювентус». В обмен «Сиена» получила такой же контракт с капитаном молодёжной команды «Ювентуса» Андреа Скьявоне. В рамках заключённой сделки аренда Бюхеля в «Кремонезе» продолжилась. Марсель был вызван в основной состав «Ювентуса» тренером Антонио Конте на предсезонный сбор 11 июля 2013 года.
2 сентября 2013 года Бюхель ушёл в аренду на сезон в клуб «Виртус Ланчано».
26 августа 2014 года снова последовала аренда в клуб «Болонья» до 30 июня 2015 года.

### «Эмполи»
31 августа 2015 года Бюхель отправился в аренду в клуб «Эмполи». 22 июня 2016 года «Эмполи» выкупил контракт игрока у «Ювентуса».

### «Верона»
Бюхель присоединился к клубу «Эллас Верона» в августе 2017 года.

## Карьера в сборной
В сентябре 2015 года было объявлено что Бюхель, получивший гражданство Лихтенштейна, был вызван главным тренером сборной на октябрьские матчи отборочного турнира Евро 2016.